# سهير
سَهِير (الاسم العلمي: Sehirus)، جنس حشرات من البق الناقب أو البق الزنجي التي تنتمي إلى فصيلة المشهورات (فصيلة) وفُصيلة السهيرية.